# Луговское муниципальное образование (Саратовская область)
Луговское муниципальное образование — сельское поселение в Ровенском районе Саратовской области Российской Федерации.
Административный центр — село Луговское.

## История
Статус и границы сельского поселения установлены Законом Саратовской области от 29 декабря 2004 года № 115-ЗСО «О муниципальных образованиях, входящих в состав Ровенского муниципального района».

## Население
| 2010  | 2011  | 2012  | 2013  | 2014  | 2015  | 2016  |
| ----- | ----- | ----- | ----- | ----- | ----- | ----- |
| 1416  | ↗1423 | ↗1426 | ↗1455 | ↗1468 | ↘1454 | ↗1463 |
| 2017  | 2018  | 2019  | 2020  | 2021  |       |       |
| ↗1473 | ↘1456 | ↘1424 | ↘1379 | ↗1530 |       |       |

## Состав сельского поселения
| № | Населённый пункт | Тип населённого пункта       | Население |
| - | ---------------- | ---------------------------- | --------- |
| 1 | Луговское        | село, административный центр | ↘1164     |
| 2 | Мирное           | село                         | ↘118      |
| 3 | Речной           | посёлок                      | ↗134      |